# Verneuil-sur-Vienne
Verneuil-sur-Vienne este o comună în departamentul Haute-Vienne din centrul Franței. În 2009 avea o populație de 4.209 de locuitori.

## Evoluția populației
| An        | 1975  | 1982  | 1990  | 1999  | 2006  | 2009  |
| --------- | ----- | ----- | ----- | ----- | ----- | ----- |
| Populație | 1.749 | 2.362 | 2.968 | 3.188 | 3.718 | 4.209 |